# Mihai Costea
Mihai Alexandru Costea (n. 29 mai 1988, Râmnicu Vâlcea, România) este un fotbalist român, care joacă pe post de atacant la Mioveni. Pe plan internațional, are prezențe la națională pentru România Sub-21.

## Carieră
A debutat pentru Universitatea Craiova în Liga I pe 26 noiembrie 2006 într-un meci pierdut împotriva echipei UTA Arad. 
Din vara anului 2011 joacă la Steaua București, fiind transferat încă din iarna precedentă. A înscris un gol în meciul din Europa League, cu AEK Larnaca, 1-1. Începând cu 1 ianuarie 2017, Mihai Costea a jucat la echipa din UAE Arabian Gulf League, Al-Ittihad Kalba SC pe postul de atacant.

## Titluri
| Sezon     | Club                  | Titlu   |
| --------- | --------------------- | ------- |
| 2005-06   | Universitatea Craiova | Liga II |
| 2012-2013 | FC Steaua București   | Liga I  |
| 2013-2014 | FC Steaua București   | Liga I  |